# Divertikel van Meckel
Het divertikel van Meckel of Meckels divertikel is een aangeboren uitstulping (divertikel) in de dunne darm. Het is een rudimentair overblijfsel van de ductus vitellini, en is dus het gevolg van een persisterende dooierzaksteel. Het is de meest voorkomende misvorming van het maag-darmkanaal en komt voor bij ongeveer 2% van de bevolking,  waarbij mannen vaker symptomen ervaren. Het divertikel van Meckel is opgebouwd uit weefsel van de dunne darm, waarbij bij ongeveer de helft van de gevallen het ook is bekleed met maagslijmvlies. In veel gevallen veroorzaakt het geen klachten en zal het daarom ook vaak niet worden gediagnosticeerd.
In de zestiende eeuw en later vernoemd naar Johann Friedrich Meckel, die in 1809 de embryologische oorsprong van dit type divertikel beschreef.

## Klinische significantie
Het divertikel van Meckel kan complicaties veroorzaken in de vorm van ulceratie, bloeding, intussusceptie, darmobstructie, perforatie en, in zeer uitzonderlijke gevallen, vesicodiverticulaire fistels en tumoren. Deze complicaties, met name bloedingen, komen vaker voor bij kinderen dan bij volwassenen. Gastro-intestinale bloedingen zijn een belangrijke oorzaak van spoedeisende ziekenhuisopname bij volwassenen. 